# WNT4
WNT4 (англ. Wnt family member 4) – білок, який кодується однойменним геном, розташованим у людей на короткому плечі 1-ї хромосоми.  Довжина поліпептидного ланцюга білка становить 351 амінокислот, а молекулярна маса — 39 052.
| 10         |  | 20         |  | 30         |  | 40         |  | 50         |
| ---------- |  | ---------- |  | ---------- |  | ---------- |  | ---------- |
| MSPRSCLRSL |  | RLLVFAVFSA |  | AASNWLYLAK |  | LSSVGSISEE |  | ETCEKLKGLI |
| QRQVQMCKRN |  | LEVMDSVRRG |  | AQLAIEECQY |  | QFRNRRWNCS |  | TLDSLPVFGK |
| VVTQGTREAA |  | FVYAISSAGV |  | AFAVTRACSS |  | GELEKCGCDR |  | TVHGVSPQGF |
| QWSGCSDNIA |  | YGVAFSQSFV |  | DVRERSKGAS |  | SSRALMNLHN |  | NEAGRKAILT |
| HMRVECKCHG |  | VSGSCEVKTC |  | WRAVPPFRQV |  | GHALKEKFDG |  | ATEVEPRRVG |
| SSRALVPRNA |  | QFKPHTDEDL |  | VYLEPSPDFC |  | EQDMRSGVLG |  | TRGRTCNKTS |
| KAIDGCELLC |  | CGRGFHTAQV |  | ELAERCSCKF |  | HWCCFVKCRQ |  | CQRLVELHTC |
| R          |  |            |  |            |  |            |  |            |

A: Аланін

C: Цистеїн

D: Аспарагінова кислота

E: Глутамінова кислота

F: Фенілаланін

G: Гліцин

H: Гістидин

I: Ізолейцин

K: Лізин

L: Лейцин

M: Метіонін

N: Аспарагін

P: Пролін

Q: Глутамін

R: Аргінін

S: Серин

T: Треонін

V: Валін

W: Триптофан

Кодований геном білок за функцією належить до білків розвитку. 
Задіяний у такому біологічному процесі як сигнальний шлях Wnt. 
Локалізований у позаклітинному матриксі.
Також секретований назовні.